# The Far Country
The Far Country (bra: Região do Ódio) é um filme estadunidense de 1954 do gênero western dirigido por Anthony Mann. Foi o quarto dos cinco filmes do gênero considerados clássicos, da colaboração do diretor com o ator James Stewart. Apesar de ser filmado como um típico "faroeste", a história não se passa no Oeste americano mas no gélido norte do Alasca. As locações não foram na região (foram feitas no Parque Nacional de Jasper, nas Montanhas Rochosas canadenses). Roteiro de Borden Chase e produção de Aaron Rosenberg para a Universal Pictures.

## Elenco
- James Stewart...Jeff Webster
- Ruth Roman...Ronda Castle
- Walter Brennan...Ben Tatum
- Corinne Calvet...Renee Vallon
- John McIntire...juiz Gannon
- Jay C. Flippen...xerife Rube Morris
- Harry Morgan...Ketchum